# Solanum echegarayi
Solanum echegarayi là loài thực vật có hoa trong họ Cà. Loài này được Hieron. miêu tả khoa học đầu tiên năm 1881.